# Luis García Vega
Luis García Vega (Gijón, 1903-Barnaúl, 1956) fue un obrero y militar español.

## Biografía
Nació en Avilés en 1903. Técnico-mecánico de profesión, ingresó en el Partido Comunista de España en 1929.
Tras el estallido de la Guerra civil se integraría en el Ejército Popular de la República con el rango de mayor de milicias. Llegó a mandar las brigadas mixtas 25.ª y 61.ª, tomando parte en diversas acciones militares. Al final de la contienda hubo de abandonar España, instalándose en la Unión Soviética. Durante la Segunda Guerra Mundial se alistó como voluntario en el Ejército Rojo, siendo teniente en una unidad de guerrilleros. Falleció en Barnaúl en 1956, siendo enterrado en Moscú.